# Absolut fordel
I handelsteori beteger en absolut fordel i produktionen af en vare, at man kan producere netop denne vare mest effektivt, dvs. med færrest mulige produktionsfaktorer.